# 326 Dywizja Grenadierów Ludowych
326 Dywizja Grenadierów Ludowych (niem. 326. Volks-Grenadier-Division) – jedna z niemieckich dywizji grenadierów ludowych. 
Utworzona w 1944 na Węgrzech z resztek 326 Dywizji Piechoty, rozbitej pod Falaise. W jej skład włączono również 579 Dywizję Grenadierów Ludowych. Po przerzuceniu na front zachodni walczyła przeciw V Korpusowi armii USA. Następnie uczestniczyła w ofensywie w Ardenach. W walkach odwrotowych doznała znacznych strat. Do niewoli armii USA oddała się w kwietniu 1945 w zagłębiu Ruhry.

## Dowódcy dywizji
- gen. mjr Erwin Kaschner (od 15.08.1944 do kapitulacji w kwietniu 1945)[2].

## Struktura organizacyjna
Skład we wrześniu 1944:
751., 752. i 753. pułk grenadierów, 326. pułk artylerii, 326. batalion pionierów, 326. dywizyjna kompania fizylierów, 326. oddział przeciwpancerny, 326. oddział łączności, 326. polowy batalion zapasowy.